# Ballad of Easy Rider
„Ballad of Easy Rider“ je píseň, kterou napsal Roger McGuinn, frontman skupiny The Byrds, pro film Bezstarostná jízda. Film měl premiéru v červenci 1969 a o měsíc později vyšel i jeho soundtrack Easy Rider, na kterém se tato píseň rovněž vyskytuje. Verzi pro film nahrál sám McGuinn, ale již v říjnu 1969 vyšla i jako singl skupiny The Byrds; tato verze je oproti McGuinnově hraná v rychlejším tempu. V listopadu 1969 skupina vydala album, které pojmenovala podle této písně: Ballad of Easy Rider. Později svou verzi písně hrála řada dalších hudebníků, mezi které patří Fairport Convention, Bruce Springsteen, Grant McLennan nebo Tom Petty.